# Бым (река)
Бым (в верховье Симоновка) — река в России, протекает в Пермском крае.

## География
Устье реки находится в 42 км по левому берегу реки Ирень. Длина реки составляет 56 км. Исток реки располагается недалеко от бывшего села Кордон. В 3,6 км от устья по левому берегу впадает река Бымок.

На слиянии рек Бым и Южок создано водохранилище.

## Населённые пункты
- Бым (село)
- Ерши
- Блины
- Пермяки

## Данные водного реестра
По данным государственного водного реестра России относится к Камскому бассейновому округу, водохозяйственный участок реки — Сылва от истока и до устья, речной подбассейн реки — Кама до Куйбышевского водохранилища (без бассейнов рек Белой и Вятки). Речной бассейн реки — Кама.
Код объекта в государственном водном реестре — 10010100812111100013514.

## Инфраструктура
В посёлке Кордон находилась электростанция на реке Бым.